# سليمان حميد
سليمان حميد سليمان (بالأمهرية: ሱሌማን ሀሚድ)‏ (من مواليد 20 أكتوبر 1997) هو لاعب كرة قدم إثيوبي محترف يلعب كظهير أيمن لنادي سانت جورج الإثيوبي والمنتخب الإثيوبي.

## مسيرته الدولية
خاض حميد أول مباراة دولية له مع المنتخب الإثيوبي في خسارة ودية 3-2 أمام زامبيا في 22 أكتوبر 2020.